# Заржицкий, Григорий Григорьевич
Григорий Григорьевич Заржицкий (1894—1937) — советский партийный и государственный деятель, первый председатель Ярославского облисполкома.

## Биография
Родился в 1894 году в селе Великая Мечетня Каменец-Подольской губернии (ныне Николаевская область Украины).
Работал на заводах Одессы и Николаева. С 1915 года служил в царской армии (младший унтер-офицер), с мая 1918 по декабрь 1921 года — в РККА, в том числе в должности помощника начальника отдела снабжения Ярославского губвоенкомата.
Член РКП(б) с 1919 года. В 1921—1927 специалист, заместитель заведующего, заведующий в Ярославском губернском земельном управлении.
С февраля 1927 года работал в Рыбинске: председатель уездного исполкома, с июня того же года по февраль 1930 года ответственный секретарь сначала укома, а с июня 1929 окружкома ВКП(б). Делегат XV съезда ВКП(б) (декабрь 1927 года),  XVI-й конференции ВКП(б) (апрель 1929 года) и XVI-го съезда ВКП(б) (июнь-июль 1930 года).
В феврале-сентябре 1930 года ответственный секретарь Шуйского окружкома ВКП(б). Затем на партийной и советской работе в Ивановской Промышленной области. 
26 января—10 февраля 1934 года делегат XVII съезда ВКП(б) с решающим голосом от Ивановской парторганизации.
В 1935—1936 секретарь Ивановского Промышленного обкома ВКП(б) по транспорту.
С 16 марта по 12 ноября 1936 года — председатель Организационного комитета Президиума ВЦИК по Ярославской области. Затем — председатель Исполнительного комитета Ярославского областного Совета.
Арестован 21 июня 1937 года, приговорён к высшей мере наказания. Расстрелян 30 декабря того же года. По другой версии, умер в Ярославской тюрьме Коровники:

Очень сильно на меня (да и не только на меня) подействовала судьба Григория Григорьевича Заржицкого — председателя Ярославского облисполкома. Я его довольно близко узнал по работе в Ярославле. Он был невысокого роста, черно-смуглый, очень худой, так как болел какой-то хронической язвой желудка. В начале 1937 года он более 3-х месяцев был на лечении в Кремлёвской больнице Москвы, возвратился оттуда в мае, а еще через месяц, что называется «прямо с корабля на бал», — был арестован. Видимо, его долго и много мучили, и он тоже наподписывал всяческих страшных «признаний» и не только на себя, но и на десятки других, также как и сам Заржицкий, ни в чем не повинных людей. Будучи слабого здоровья, Г. Г. Заржицкий уже в декабре 1937 года, менее чем через полгода после ареста, умер в тюремной больнице, после чего в наш корпус каким-то путем проникло устное «завещание Заржицкого», которое из камеры в камеру дословно передавалось так: «Товарищи, я умираю в больнице Коровнинской тюрьмы и перед смертью обязан сказать правду. Я не выдержал допросов и подписал все, что мне давали подписать. Я знаю, что за это мне нет никакого прощения, и перед смертью хочу только одного, чтобы все знали, что какие бы не предъявляли вам обвинения от моего имени или за моей подписью — все они являются вымученной ложью и от слова до слова выдуманы следователями НКВД». То «завещание» произвело на нас глубокое впечатление и снова чему-то учило нас.

## Сочинения
- За досрочное выполнение государственных обязательств: [Доклад секретаря Обкома ВКП(б) т. Заржицкого на Обл. парт. с.-х. совещании 21 июня 1933 г.]. Иваново: Парт. изд-во, 1933 (газ.-журн. комбинат изд-ва «Раб. край»). 24 с.
- Больше мяса, больше молока! Иваново: Партиздат, 1933. 14 с.